# Struvenhütten
Struvenhütten ist eine Gemeinde im Kreis Segeberg in Schleswig-Holstein. Bredenbekshorst liegt im Gemeindegebiet, das in seiner heutigen Form seit 1937 besteht.

## Geografie und Verkehr
Struvenhütten liegt etwa 26 km nördlich von Norderstedt und 13 km südöstlich von Bad Bramstedt in ländlicher Umgebung. Westlich verläuft die Bundesautobahn 7 von Hamburg nach Schleswig, nördlich die Bundesstraße 206 von Itzehoe nach Bad Segeberg und östlich die Bundesstraße 432 von Norderstedt nach Bad Segeberg.

## Geschichte
Struvenhütten entstand in einer waldreichen Gegend der Geest, in der im Mittelalter bis zur Zerstörung während des Dreißigjährigen Krieges Raseneisenerz verhüttet (daher der Ortsname auf „-hütten“) wurde. Seinen heutigen Namen erhielt der Ort erst im Jahre 1793 nach dem seinerzeitigen Hofbesitzer Major J. F. Struve.

## Politik

### Gemeindevertretung
Bei der Kommunalwahl am 14. Mai 2023 wurden insgesamt elf Sitze vergeben. Von diesen erhielt die CDU sechs Sitze und die Bürger für Bürger fünf Sitze.

### Wappen
Blasonierung: „Von Rot und Grün durch einen schräglinken silbernen Wellenbalken geteilt. Oben ein überdachter silberner Glasbrennofen, unten ein silbernes Buchenblatt mit Fruchtstand.“

## Wirtschaft
Das Gemeindegebiet ist überwiegend landwirtschaftlich geprägt.

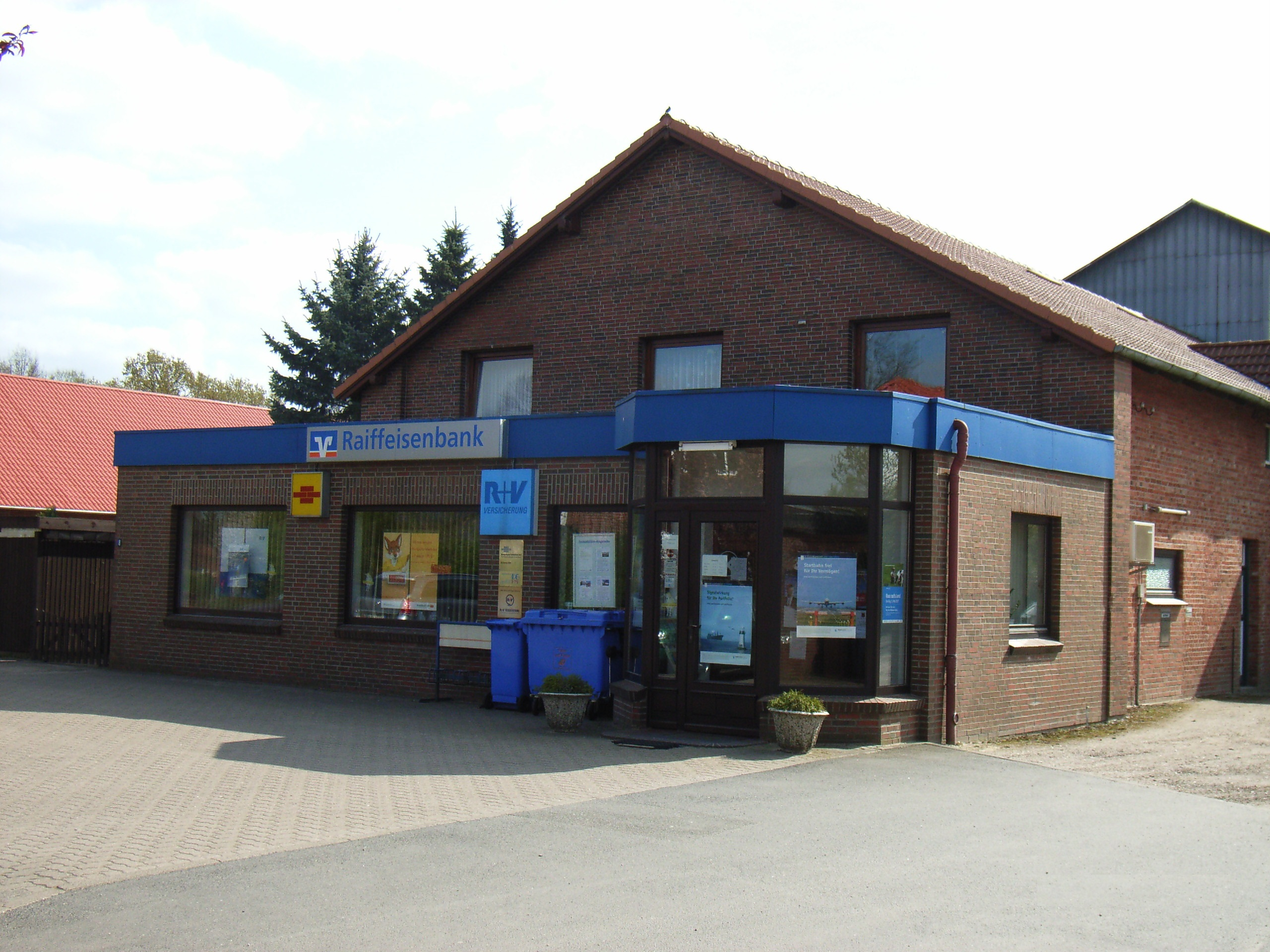
Ehem. Hauptstelle der RB Struvenhütten eG (bis 2022 kleinste Bank Deutschlands)

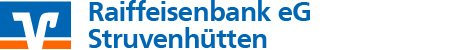
Logo der ehem. Raiffeisenbank Struvenhütten eG (2022)

Bis zur Generalversammlung am 2. Juni 2022, auf welchem der Beschluss zur Fusion mit der Vereinigte VR Bank eG mit großer Mehrheit der Mitglieder beschlossen wurde, war Struvenhütten Sitz der kleinsten Bank Deutschlands, der im Jahre 1905 gegründeten Raiffeisenbank Struvenhütten. Mit der Fusion, die rückwirkend zum 1. Januar 2022 wirksam wird, endet die 117-jährige Selbständigkeit der Raiffeisenbank, dessen Logo künftig nicht mehr im Ortsbild zu sehen sein wird und somit nur noch Erinnerungswert behält. Auch die bis dato eigene Bankleitzahl 200 692 32 und der eigene BIC-Code GENODEF1STV wird zugunsten denen der Vereinigten VR Bank eG aufgegeben. Letzter Bankvorstand war Heinz-Egon Behn.

## Weblinks

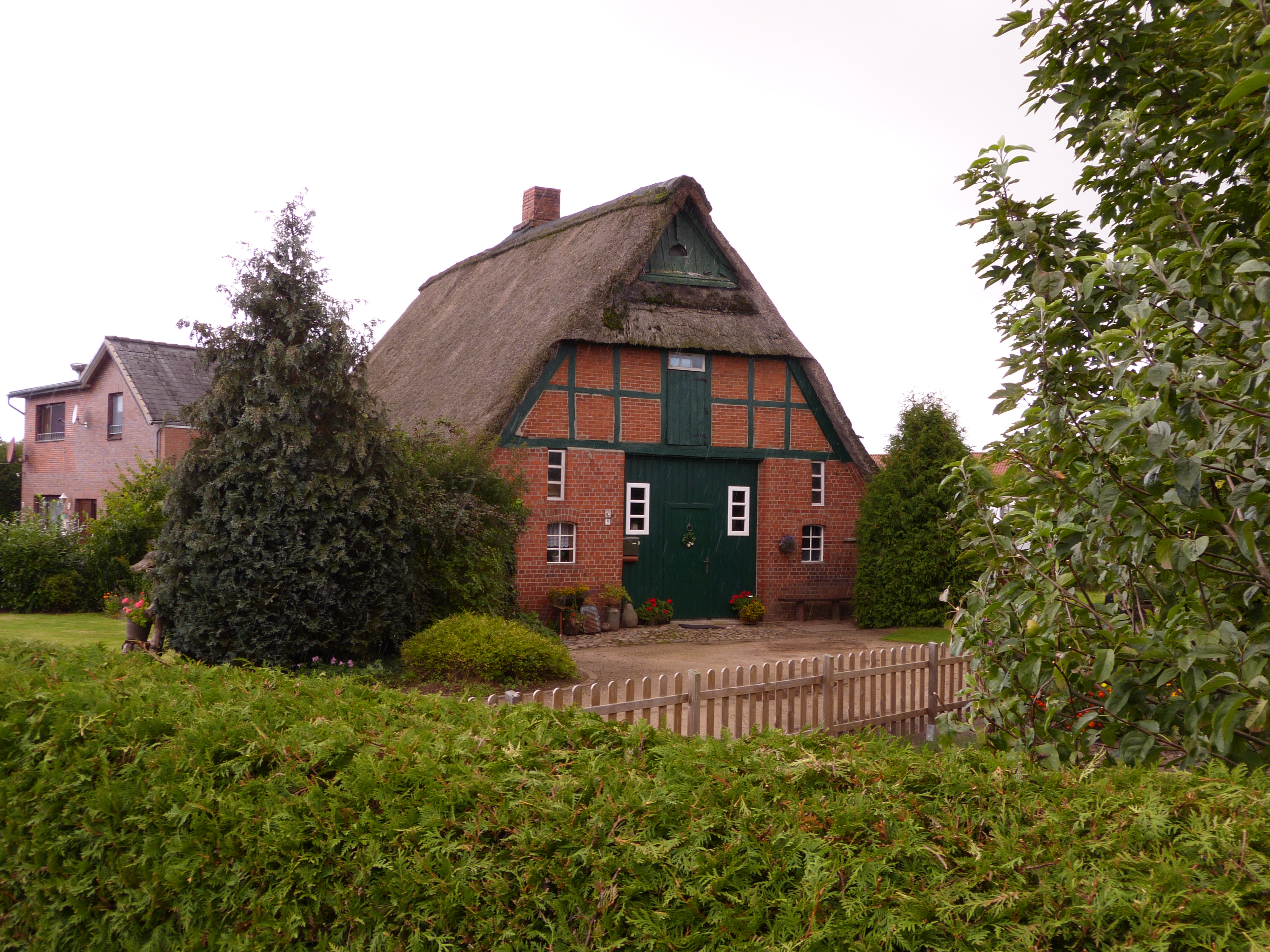
Historische Hirtenkate (2015)